# Bacikovo
Bacikovo (în bulgară Бачково) este un sat în Obștina Asenovgrad, Regiunea Plovdiv, Bulgaria. Râul Cepelarska traversează satul.
Satul se află la 9 km de sud de orașul Asenovgrad.

## Obiective turistice
- Mănăstirea Bacikovo
- Cetățuia lui Asan

## Demografie
Componența etnică a satului Bacikovo
     Bulgari (97,22%)
     Nicio identificare (2,77%)
     Altele (0%)
La recensământul din 2011, populația satului Bacikovo era de 360 locuitori. Din punct de vedere etnic, majoritatea locuitorilor (97,22%) erau bulgari. Pentru 2,77% din locuitori nu este cunoscută apartenența etnică.

## Galerie
- Fotografii de Bacikovo
- Fotografii de Mănăstirea Bacikovo
- Radio și televiziune în Bacikovo Arhivat în 4 iulie 2008, la Wayback Machine.
- Две чудотворни икони в Бачково[nefuncțională]
, film de L. Vărbanov